# Eddie Anderson
Eddie Anderson (18 de septiembre de 1905-28 de febrero de 1977), también conocido como Eddie "Rochester" Anderson, fue un actor y humorista de nacionalidad estadounidense.
Iniciado en el mundo del espectáculo siendo un adolescente y actuando en el circuito de vodevil, a principios de los años 1930 se pasó al cine y a la radio. En 1937 empezó su papel de mayor fama, el de Rochester van Jones, usualmente conocido solo por "Rochester", el ayuda de cámara de Jack Benny en el show radiofónico The Jack Benny Program. Anderson fue el primer afroamericano en obtener un papel regular en un programa de emisión nacional. Cuando la serie pasó a la televisión, Anderson continuó con su papel, que desempeñó hasta finalizar el show en 1965.
A partir de entonces, Anderson hizo papeles televisivos como artista invitado, y trabajó como actor de voz en producciones de animación.
Además de su faceta artística, fue un entusiasta de las carreras de caballos, siendo propietario de varios animales y trabajando como preparador equino en el Hollywood Park Racetrack.

## Primeros años
Su verdadero nombre era Edmund Lincoln Anderson, y nació en Oakland, California. Su padre, "Big Ed" Anderson, era intérprete de minstrel, y su madre, Ella Mae, se dedicaba al funambulismo, debiendo dar fin a su carrera tras una caída. Él decía que era descendiente de esclavos que huyeron del Sur durante la Guerra Civil de los Estados Unidos mediante el ferrocarril subterráneo. A los diez años de edad, Anderson y su familia fueron a vivir a San Francisco (California). A los 14 años de edad dejó la escuela para trabajar como recadero y poder ayudar económicamente a los suyos.
Anderson se inició en el mundo del espectáculo a los 14 años formando parte de una revista de reparto afroamericano, habiendo ganado previamente un concurso de aficionados al vodevil en San Francisco. Anderson se sumó al elenco de Struttin' Along en 1923, y en 1924 formó parte de Steppin' High como bailarín y como uno de los "Three Black Aces" junto a su hermano Cornelius, con el cual más adelante actuaría en el vodevil.
Anderson se había lesionado las cuerdas vocales cuando era joven y vendía periódicos en San Francisco. Las secuelas le dieron un tono de voz personal que le ayudó a alcanzar la fama y a ser reconocido por el público radiotelevisivo a lo largo de toda su carrera.

## Carrera

### The Jack Benny Program

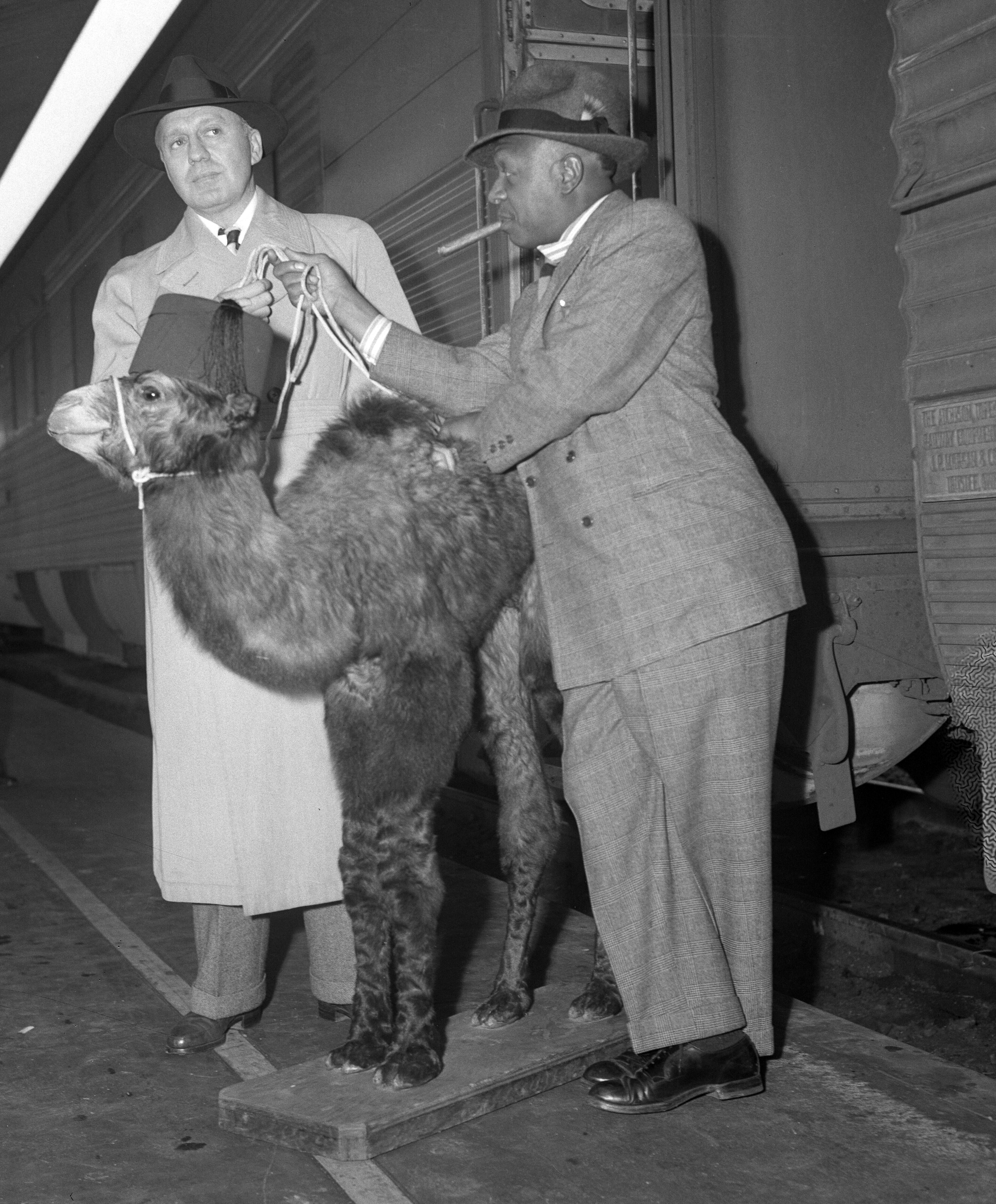
Jack Benny y Eddie Anderson se bajan de un tren en Los Ángeles en 1943 con un camello

La primera actuación de Anderson en The Jack Benny Program tuvo lugar el 28 de marzo de 1937. Originalmente fue contratado para encarnar a un mozo de estación en una historia en la cual el show viajaba de Chicago a California en tren, coincidiendo con el desplazamiento real del programa desde Nueva York a los NBC Studios en la Costa Oeste, en Hollywood. Mientras Jack Benny y su show viajaban a California en tren, Benny y sus guionistas idearon un número en el cual un mozo de estación llevaba lo mejor de Benny en un viaje ficticio desde Chicago a Los Ángeles. Tras valorar otras posibilidades, Benny eligió a Eddie Anderson para el papel.
Cerca de un mes tras la primera actuación de Anderson en el programa de Benny, él fue llamado para otro papel radiofónico en el show, esta vez como camarero en un restaurante sirviendo a Benny. Pocas semanas más tarde fue vuelto a llamar, haciendo el papel de un sujeto con desacuerdos económicos con Benny.
Los personajes de Anderson tuvieron una buena aceptación por el público, por lo que Benny decidió darle un papel fijo, el de su mayordomo y ayuda de cámara, Rochester van Jones. Haciéndose un miembro regular del show de Benny, Anderson fue el primer afroamericano en tener un papel fijo en un programa radiofónico de emisión nacional.
El personaje de Rochester se hizo inmensamente popular. Principalmente tras la Segunda Guerra Mundial, Rochester era el más popular después de Benny, recibiendo los aplausos más entusiastas en sus actuaciones. Empezó a superar a Mary Livingstone como el principal acompañante de Jack Benny, especialmente cuando Livingstone actuó con menor asiduidad a causa de su miedo escénico.

### Alcalde de Central Avenue

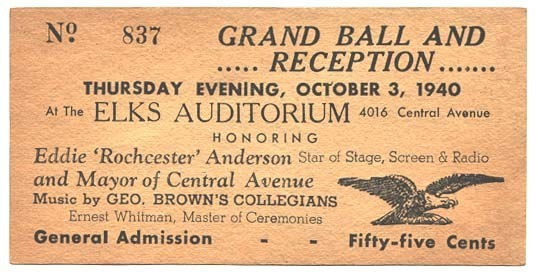
Ticket para la recepción en el Elks' Club con motivo de ser nombrado alcalde de Central Avenue en 1940

Aunque Anderson había nacido y criado en la zona de Oakland, él llegó a la comunidad afroamericana de Los Ángeles en los años 1930 buscando trabajo en el cine. Gracias a su éxito en el programa de Benny, la comunidad lo aceptaba como uno más y estaba orgullosa de su trayectoria. En aquellos años se habían hecho elecciones fingidas en el área de Central Avenue, llamándose al ganador "el Alcalde de Central Avenue". El ganador tenía el derecho y el deber de hablar sobre los problemas que afectaban a la comunidad afroamericana. Los lectores de California Eagle leyeron en el diario del 23 de mayo de 1940 que Eddie "Rochester" Anderson pedía votos para ser Alcalde de Central Avenue.
Desde su cuartel general en el Hotel Dunbar, Anderson dirigió su campaña dedicándose a problemas reales principalmente, uno de ellos la necesidad de que los afroamericanos sirvieran a su país como pilotos. Estaba muy interesado en el asunto, por lo que tomó clases de vuelo y dio conferencias sobre ello con un representante de la Universidad Tuskegee.

### Avance en la relación entre razas
El papel de Anderson como sirviente era común en los actores negros de la época, como ocurría en el caso de Ethel Waters en la serie Beulah. El estereotipo de los personajes negros era una práctica habitual del mundo del espectáculo, haciendo referencia los shows minstrel en los cuales actores blancos con la cara pintada reforzaban el estereotipo de pereza, ignorancia, analfabetismo, alcoholismo, afición a la juerga, e incapacidad para tomar puestos de responsabilidad. El programa de Jack Benny del 1 de noviembre de 1936 fue titulado Doc Benny's Minstrel Show, y todo el reparto hizo un show minstrel en dialecto "negro". Repitieron el show el 3 de marzo de 1942, demostrándose con el mismo el avance en la relación entre razas.

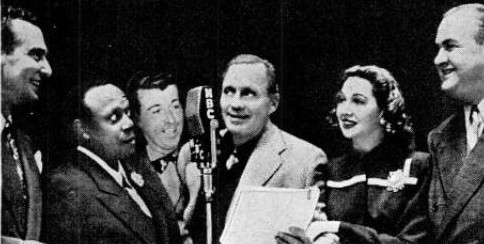
Anderson con el elenco del show radiofónico de Jack Benny, 1946

Según la autobiografía póstuma de Jack Benny, Sunday Nights at Seven, el tono de humor racial que tenía Rochester disminuyó finalizada la Segunda Guerra Mundial, al desvelarse la enormidad del Holocausto. A partir de entonces se hizo un esfuerzo para retirar los estereotipos raciales de Rochester. Además, Benny ofreció a menudo actuaciones como artistas invitados a artistas afroamericanos como Louis Armstrong y The Ink Spots, apelando también a rechazar el racismo y a favorecer las relaciones pacíficas entre razas.

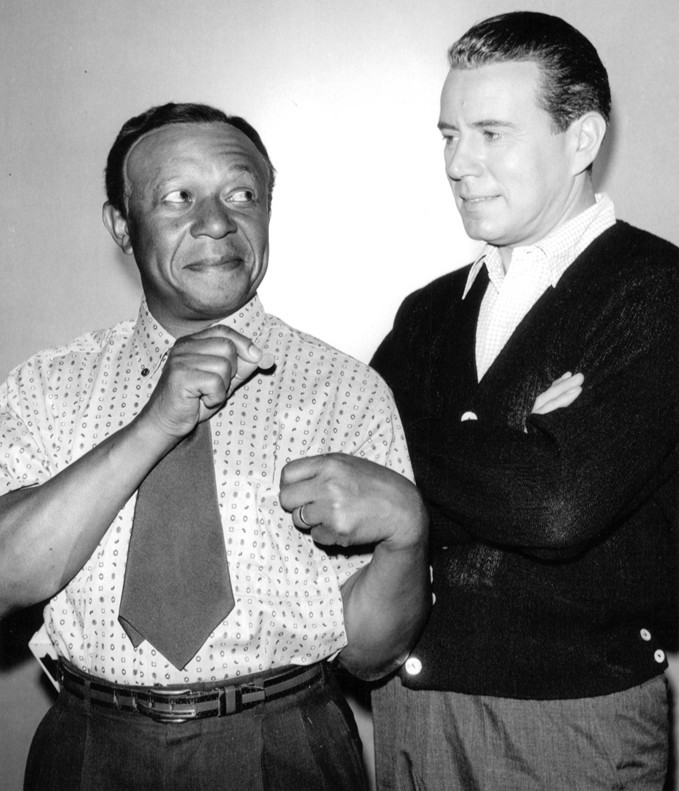
Anderson, como Rochester, imita a Benny en Bachelor Father, 1962

Uno de los artistas mejores pagados de su época, Anderson invirtió con prudencia y llegó a ser muy rico. Hasta los años 1950, Anderson fue el actor afroamericano mejor pagado, con un salario annual de 100.000 dólares. En 1962, Anderson apareció en una lista de la revista Ebony como uno de 100 afroamericanos más ricos. A pesar de ello, estaba tan fuertemente identificado como "Rochester", que muchos oyentes creían que realmente era el mayordomo de Benny.
Cuando Benny llevó su show a la televisión en 1951, Anderson siguió formando parte del reparto como Rochester hasta el final del programa tras la temporada 1964-1965.
 En 1953, Anderson actuó como Rochester en un episodio de Texaco Star Theater, con un guion según el cual Milton Berle quería contratarle. También intervino con el mismo personaje en un capítulo de Bachelor Father en 1962.
Era evidente la fuerte estima que Anderson y Benny se tenían. Durante la grabación de un show en febrero de 1958, un especial de Shower of Stars para celebrar el "40 cumpleaños" de Benny, Anderson sufrió un leve ataque cardiaco. En un reportaje de la revista Life podía verse durante los ensayos a un preocupado Benny tras el alta hospitalaria de su amigo. Una vez finalizó su show televisivo, pasaron cuatro años hasta que la pareja volvió a trabajar junta, aunque Benny y Anderson mantenían el contacto.
Al fallecer Benny en 1974, un lloroso Anderson, entrevistado por la televisión, hablaba con respecto y admiración de Benny.

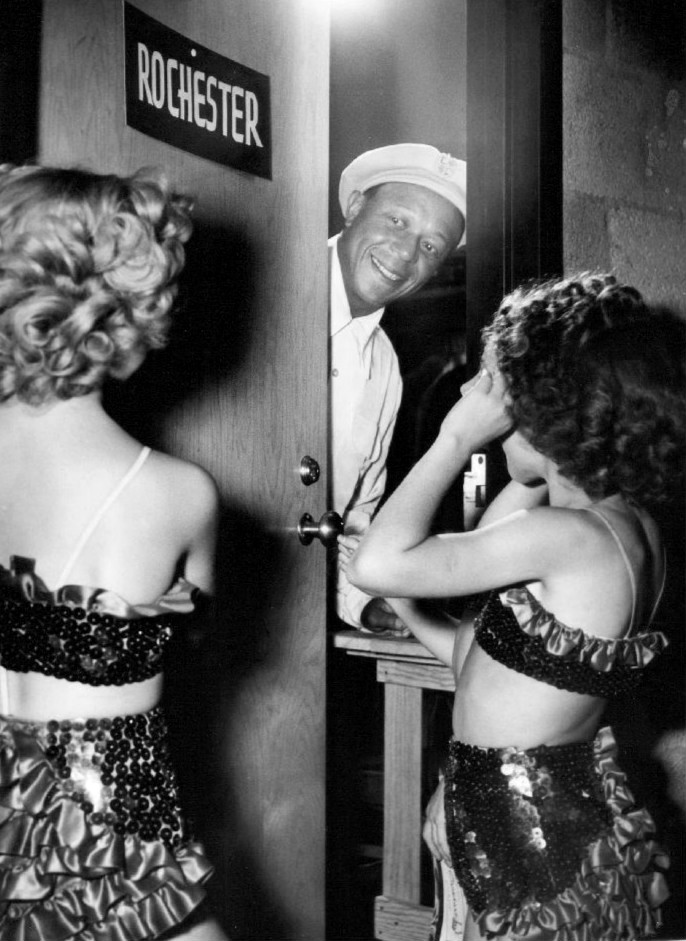
Anderson saluda a dos visitantes en su camerino

### Cine
La carrera cinematográfica de Anderson empezó con el film de George Cukor Hollywood al desnudo (1932), en el que interpretaba a un mayordomo. Anderson actuó en docenas de películas rodadas en Hollywood entre las décadas de 1930 y 1940. En julio de 1939, actuó con Jack Benny en la cinta Un tenorio improvisado (Man About Town), trabajando con él en otros largometrajes, entre ellos Buck Benny Rides Again (1940).
Algunas de sus películas más destacadas fueron Los verdes prados (The Green Pastures, 1936), Jezabel (Jezebel, 1938), Tómalo déjalo / Vive como quieras (You Can't Take It With You, 1938) y Lo que el viento se llevó (Gone with the Wind, 1939). Repitió su papel de 'Rochester' en La mujer fantasma,(Topper Returns, 1941) trabajando su personaje como mayordomo del que interpretaba Roland Young. Tuvo también un raro primer papel en un musical de reparto negro dirigido por Vincente Minnelli en 1943, Una cabaña en el cielo (Cabin in the Sky, 1943), haciendo el papel de Joseph 'Little Joe' Jackson. La versión rodada en 1945 del film Mi novio está loco (Brewster's Millions, 1945) en la cual Anderson era una de las estrellas, se prohibió en algunas áreas del sur del país.
Anderson, Benny, y el resto del reparto de The Jack Benny Program (Mary Livingstone, Don Wilson, y Mel Blanc) también dieron voz a la producción animada de 1959 de Warner Bros. The Mouse that Jack Built, dirigida por Robert McKimson. En la cinta se veían ratones representando a los personajes del show. La última actuación cinematográfica de Anderson fue su papel de taxista en el film de Stanley Kramer de 1963 El mundo está loco, loco, loco, en el cual Benny hacía un cameo.

### Otras actuaciones
Anderson fue un invitado misterioso en el concurso What's My Line? en 1952. En 1957, Hallmark Hall of Fame presentó The Green Pastures, dando a Anderson la oportunidad de retomar su papel de Noah en televisión. El programa fue nominado al Premio Emmy.
Anderson también actuó en episodios de The Dick Powell Show, It Takes a Thief, y Love, American Style. A principios de los años 1970 dio voz al personaje Bobby Joe Mason en la serie animada Harlem Globetrotters y en Las nuevas películas de Scooby-Doo.

## Otras actividades
Anderson no consiguió el éxito hasta que actuó de manera regular en The Jack Benny Program. Poco después de ello, inauguró un nightclub en la zona de Central Avenue, en Los Ángeles, local que tuvo una vida corta.
Durante la Segunda Guerra Mundial, Anderson fue propietario de la Pacific Parachute Company, una sociedad afroamericana dedicada a fabricar paracaídas para la Armada y el Ejército.
 En los años 1940, fue mánager de un boxeador, Billy Metcalfe.
Además, Anderson vio el potencial de Las Vegas como centro de entretenimiento, haciendo gestiones para invertir en la zona.

## Vida personal

### Matrimonios e hijos
En 1932, Anderson se casó con Mamie (Wiggins) Nelson, hija de Alonzo y Annie Wiggins, de Eastman (Georgia). Mamie falleció el 5 de agosto de 1954, a los 43 años de edad, a causa de un cáncer. En la época de su muerte, su hijo Billy (hijastro de Anderson) jugaba como profesional de los Chicago Bears. Billy, cuyo nombre completo era George Billy Nelson, era fruto del matrimonio de Mamie Wiggins y su anterior marido. Cuando Mamie se casó con Eddie Anderson, Billy fue adoptado, tomando el apellido Anderson.
Tras fallecer Mamie, el 8 de febrero de 1956 Anderson se casó con Evangela "Eva" Simon en Kingman (Arizona). La pareja tuvo tres hijos: Stephanie, Evangela, Jr. ("Eva"), y Edmund, Jr. Simon y Anderson se divorciaron en 1973, quedando Anderson con la custodia de sus dos hijos menores.

### Carreras de caballos
Anderson fue propietario de varios caballos de carreras. El más conocido fue Burnt Cork, un purasangre que corrió el Derby de Kentucky de 1943, siendo por ello Anderson el primer propietario afroamericano de un caballo corredor del derby. En la carrera, y para evitar la segregación racial, Anderson y su mujer fueron invitados al domicilio de Mae Street Kidd, una destacada política afroamericana de Kentucky. Burnt Cork acabó la carrera en el último puesto, lo cual fue motivo de
discusión sobre el motivo real de que Anderson inscribiera su caballo.
Cuando Burnt Cork ganó una carrera importante, Anderson fue a trabajar a Metro-Goldwyn-Mayer vestido como un Kentucky Colonel, un título honorífico de dicho estado, e insistía en ser llamado "Colonel Rochester".
Una vez que dejó de emitirse el show televisivo de Benny, Anderson se dedicó a los caballos, trabajando como preparador en el Hollywood Park Racetrack hasta poco antes de su muerte. Anderson había adquirido sus conocimientos a causa de una lesión de su caballo Up and Over, que le obligó a estudiar sobre el tema para tratar al animal y evitar su sacrificio, lo cual pudo conseguir.

## Muerte
Anderson falleció a causa de una enfermedad cardiaca el 28 de febrero de 1977 en el Motion Picture & Television Country House and Hospital de Los Ángeles, California. Fue enterrado en el Cementerio Evergreen de Los Angeles.
Por su contribución a la industria radiofónica, a Eddie Anderson se le concedió una estrella en el Paseo de la Fama de Hollywood, en el 6513 de Hollywood Boulevard. Además, en 2001 fue aceptado a título póstumo en el Salón de la Fama de la Radio. Antes, en 1975, fue incluido en el Salón de la Fama de los Cineastas Negros.

## Filmografía
| Año  | Título                                                           | Papel                                    | Observaciones             |
| ---- | ---------------------------------------------------------------- | ---------------------------------------- | ------------------------- |
| 1932 | Hollywood al desnudo                                             | James                                    | Sin créditos              |
| 1932 | Hat Check Girl                                                   | Walter                                   |                           |
| 1932 | False Faces                                                      | Chófer                                   | Sin créditos              |
| 1933 | Billion Dollar Scandal                                           | Railroad Steward                         | Sin créditos              |
| 1933 | From Hell to Heaven                                              | Sam's Pal                                | Sin créditos              |
| 1933 | Terror Aboard                                                    | Marino                                   | Sin créditos              |
| 1933 | I Love That Man                                                  | Charlie                                  | Sin créditos              |
| 1934 | Os presento a mi esposa (Behold My Wife!)                        | Chófer                                   | Sin créditos              |
| 1934 | La novia alegre (The Gay Bride)                                  | Limpiabotas                              | Sin créditos              |
| 1935 | Transient Lady                                                   | Noxious                                  |                           |
| 1935 | Tres meses de vida (His Night Out)                               | Botones                                  | Sin créditos              |
| 1936 | Claro de luna en el río (The Music Goes 'Round)                  | Lucifer                                  | Sin créditos              |
| 1936 | Magnolia (Show Boat)                                             | Joven negro                              | Sin créditos              |
| 1936 | Los verdes prados (The Green Pastures)                           | Noah                                     |                           |
| 1936 | Sublime engaño (Star for a Night)                                | Amigo de la criada                       | Sin créditos              |
| 1936 | Two in a Crowd                                                   | Swipe                                    | Sin créditos              |
| 1936 | Three Men on a Horse                                             | Moses, ascensorista                      |                           |
| 1936 | Rainbow on the River                                             | Doctor                                   | Sin créditos              |
| 1936 | Mysterious Crossing                                              | Portero                                  | Sin créditos              |
| 1937 | Amor y periodismo (Love Is News)                                 | Hombre consiguiendo licencia matrimonial | Sin créditos              |
| 1937 | Bill Cracks Down                                                 | Chófer                                   |                           |
| 1937 | When Love Is Young                                               | Taxista                                  | Sin créditos              |
| 1937 | Melody for Two                                                   | Exodus Johnson                           |                           |
| 1937 | Public Wedding                                                   | Hombre con abrigo                        | Sin créditos              |
| 1937 | White Bondage                                                    | Old Glory                                | Sin créditos              |
| 1937 | Reported Missing                                                 | Portero                                  | Sin créditos              |
| 1937 | One Mile from Heaven                                             | Henry Bangs                              | Sin crédito               |
| 1937 | Wake Up and Live                                                 | Ascensorista                             | Sin créditos              |
| 1937 | On Such a Night                                                  | Henry Clay                               |                           |
| 1937 | Over the Goal                                                    | William                                  |                           |
| 1938 | Reckless Living                                                  | Dreamboat                                |                           |
| 1938 | Jezabel (Jezebel)                                                | Gros Bat                                 |                           |
| 1938 | Gold Diggers in Paris                                            | Portero                                  |                           |
| 1938 | Tómalo o déjalo / Vive como quieras (You Can't Take It With You) | Donald                                   |                           |
| 1938 | Five of a Kind                                                   | Portero de hotel                         |                           |
| 1938 | Exposed                                                          | William                                  |                           |
| 1938 | Thanks for the Memory                                            | Conserje                                 |                           |
| 1938 | Strange Faces                                                    | William                                  |                           |
| 1938 | Kentucky                                                         | Mozo                                     |                           |
| 1938 | Going Places                                                     | George – un mozo                         |                           |
| 1939 | Honolulú (Honolulu)                                              | Washington                               |                           |
| 1939 | You Can't Cheat an Honest Man                                    | Rochester                                |                           |
| 1939 | Un crimen en la conciencia (You Can't Get Away with Murder)      | Sam                                      | Sin créditos              |
| 1939 | Un tenorio improvisado (Man About Town)                          | Rochester                                |                           |
| 1939 | Lo que el viento se llevó (Gone with the Wind)                   | Tío Peter                                |                           |
| 1940 | Buck Benny Rides Again                                           | Rochester Van Jones                      |                           |
| 1940 | Love Thy Neighbor                                                | Rochester Van Jones                      |                           |
| 1941 | La mujer fantasma (Topper Returns)                               | Chófer                                   |                           |
| 1941 | Buscando fama (Kiss the Boys Goodbye)                            | George                                   |                           |
| 1941 | El nacimiento del Blues / Sabroso y Picante (Birth of the Blues) | Louey                                    | Acreditado como Rochester |
| 1942 | Seis destinos (Tales of Manhattan)                               | Rev. Lazarus                             |                           |
| 1942 | Fantasía de estrellas (Star Spangled Rhythm)                     | Rochester en el número «Sharp as a Tack» | Acreditado como Rochester |
| 1943 | The Meanest Man in the World                                     | Shufro                                   |                           |
| 1943 | Una cabaña en el cielo (Cabin in the Sky)                        | Little Joe Jackson                       |                           |
| 1943 | Calling All Kids                                                 | Buckwheat (voz)                          | Corto                     |
| 1943 | What's Buzzin', Cousin?                                          | Rochester                                |                           |
| 1944 | Broadway Rhythm                                                  | Eddie                                    |                           |
| 1945 | Mi novio está loco (Brewster's Millions)                         | Jackson                                  |                           |
| 1945 | I Love a Bandleader                                              | Newton H. Newton                         | Acreditado como Rochester |
| 1945 | The Sailor Takes a Wife                                          | Harry                                    |                           |
| 1946 | The Show-Off                                                     | Eddie                                    |                           |
| 1959 | The Mouse That Jack Built                                        | Rochester (voz)                          | Acreditado como Rochester |
| 1963 | El mundo está loco, loco, loco (It's a Mad, Mad, Mad, Mad World) | Segundo taxista                          |                           |
| 1970 | Watermelon Man                                                   | Drugstore Soda Jerk                      |                           |

| Año       | Título                             | Papel                   | Observaciones                          |
| --------- | ---------------------------------- | ----------------------- | -------------------------------------- |
| 1950-1965 | The Jack Benny Program             | Rochester Van Jones     | 176 episodios                          |
| 1952      | What's My Line?                    | Como él mismo/Rochester | Invitado misterioso                    |
| 1957      | The Red Skelton Show               | Rochester Van Jones     | Episodio: " Freddie Finds a Headlight" |
| 1957      | Hallmark Hall of Fame              | Noah                    | Episodio: "The Green Pastures"         |
| 1959      | The Green Pastures                 | Noah                    | Telefilm                               |
| 1962      | Bachelor Father                    | Rochester Van Jones     | Segmento "Pinch That Penny"            |
| 1963      | The Dick Powell Show               | Eddie Anderson          | Episodio "Last of the Private Eyes"    |
| 1968      | It Takes a Thief                   | Conserje                | Episodio "A Thief Is a Thief"          |
| 1969      | Love, American Style               | Willie                  | Segmento "Love and the Hustler"        |
| 1970      | Harlem Globetrotters               | Bobby Joe Mason (Voz)   | 22 episodios                           |
| 1972-1973 | Las nuevas películas de Scooby-Doo | Bobby Joe Mason (Voz)   | 3 episodios                            |